# Баканела (Пиза)
Баканела је насеље у Италији у округу Пиза, региону Тоскана.
Према процени из 2011. у насељу је живело 226 становника. Насеље се налази на надморској висини од 43 м.